# Pikine (departamento)
Pikine é um departamento da região de Dakar. Divide-se nos arrondissements de Dagoudane, Niayes e Thiaroye. Em 21 de fevereiro de 2002, o departamento foi desmembrado com a criação no novo departamento de Guédiawaye.